# Campeonato Potiguar 2021
El Campeonato Potiguar de Fútbol 2021 fue la 102.ª edición de la primera división de fútbol del estado de Río Grande del Norte. El torneo fue organizado por la Federação Norte-rio-grandense de Futebol (FNF). El torneo comenzó el 24 de febrero y finalizó el 23 de junio con la final entre Globo y ABC, la cual fue ganada por el primero con un marcador de 3 a 2 en el acumulado de goles, lo que se convirtió en su primer título estadual.

## Sistema de juego

### Primera fase
Los 8 equipos se enfrentan en modalidad de todos contra todos en partidos de ida. Culminadas las siete fechas, los dos primeros clasifican a la final. El ganador de esta primera final clasificará a la final estadual.

### Segunda fase
Al igual que en la primera fase, los 8 equipos se enfrentan en modalidad de todos contra todos pero esta vez revirtiendo las localías. Culminadas las siete fechas, los dos primeros clasifican a la final. El ganador de esta segunda final clasificará a la final estadual. En caso un equipo gane ambas fases, será automáticamente campeón.

### Tercera fase
- Final: La disputan los ganadores de ambas fases, jugándose en partidos de ida y vuelta, teniendo la opción de elegir en que partido ser local el equipo con mayor puntaje en las dos primeras fases.

- Nota: En caso de empate en puntos y diferencia de goles, se definirá en tanda de penales. No se consideran los goles de visita.

### Descensos
El equipo con menor puntaje en las sumatorias de los puntos de la primera y segunda fase, perderá la categoría.

### Clasificaciones
- Copa de Brasil 2022: Clasifican los dos finalistas del campeonato.
- Copa do Nordeste 2022: Clasifican tres equipos. A la fase de grupos accede únicamente el campeón. A la Pre-Copa do Nordeste acceden el subcampeón y el equipo con mejor posición en el Ranking CBF 2021, exceptuando a los dos equipos mencionados anteriormente.
- Serie D 2022: Clasifican los dos mejores equipos que no disputan ni la Serie A, Serie B o Serie C.

## Equipos participantes
| Equipo              | Ciudad      | Estadio         | Capacidad | Posición 2020      | Títulos (último) |
| ------------------- | ----------- | --------------- | --------- | ------------------ | ---------------- |
| ABC Natal           | Natal       | Frasqueirão     | 15 082    | Campeón            | 56 (2020)        |
| América de Natal    | Natal       | Arena das Dunas | 31 375    | 2.º                | 36 (2019)        |
| América de Natal    | Natal       | Arena América   | 5000      | 2.º                | 36 (2019)        |
| ASSU                | Assu        | Edgarzão        | 4200      | 7.º                | 1 (2009)         |
| Força e Luz         | Natal       | Arena das Dunas | 31 375    | 3.º                | 0                |
| Globo               | Ceará-Mirim | Barrettão       | 10 000    | 4.º                | 0                |
| Palmeira            | Goianinha   | Nazarenão       | 4100      | 1.º (2.ª división) | 0                |
| Potiguar de Mossoró | Mossoró     | Nogueirão       | 4000      | 6.º                | 2 (2013)         |
| Santa Cruz de Natal | Natal       | Arena das Dunas | 31 375    | 5.º                | 1 (1943)         |
| Santa Cruz de Natal | Natal       | Frasqueirão     | 15 082    | 5.º                | 1 (1943)         |

| Crecimiento | Equipos provenientes del Campeonato Potiguar de Segunda División 2020. |

## Primera fase (Copa Cidade do Natal)

### Tabla de posiciones
| Pos. | Equipo              | Pts. | PJ | G | E | P | GF | GC | Dif. | Clasificación |
| ---- | ------------------- | ---- | -- | - | - | - | -- | -- | ---- | ------------- |
| 1    | América de Natal    | 16   | 7  | 5 | 1 | 1 | 12 | 4  | +8   | Final.        |
| 2    | Globo               | 14   | 7  | 4 | 2 | 1 | 13 | 6  | +7   | Final.        |
| 3    | ABC Natal           | 13   | 7  | 4 | 1 | 2 | 14 | 7  | +7   |               |
| 4    | Potiguar de Mossoró | 9    | 7  | 3 | 0 | 4 | 9  | 15 | −6   |               |
| 5    | Força e Luz         | 9    | 7  | 2 | 3 | 2 | 12 | 9  | +3   |               |
| 6    | ASSU                | 6    | 7  | 2 | 0 | 5 | 7  | 20 | −13  |               |
| 7    | Santa Cruz de Natal | 3    | 7  | 1 | 0 | 6 | 8  | 12 | −4   |               |
| 8    | Palmeira            | −2   | 7  | 3 | 1 | 3 | 9  | 11 | −2   |               |

Actualizado a los partidos jugados el 29 de abril de 2021.
 Fuente: 
Criterios de clasificación: 1) Puntos; 2) Partidos ganados; 3) Diferencia de gol; 4) Goles anotados; 5) Menor cantidad de tarjetas rojas; 6) Menor cantidad de tarjetas amarillas; 7) Sorteo.
Notas:
1. ↑  Palmeira perdió 12 puntos por alinear a un jugador menor de 16 años, algo prohibido por el reglamento.[2]

### Fixture
- La hora de cada encuentro corresponde al huso horario correspondiente al Estado de Río Grande del Norte (UTC-3).

| Potiguar de Mossoró | 0 - 2 | Santa Cruz de Natal | Edgarzão        | 24 de febrero | 15:30 |
| ABC Natal           | 2 - 0 | Globo               | Frasqueirão     | 24 de febrero | 21:45 |
| Palmeira            | 1 - 0 | ASSU                | Frasqueirão     | 25 de febrero | 15:00 |
| América de Natal    | 2 - 1 | Força e Luz         | Arena das Dunas | 25 de febrero | 15:00 |

| Globo            | 3 - 1 | Palmeira            | Barrettão       | 28 de febrero | 15:00 |
| ASSU             | 4 - 0 | Potiguar de Mossoró | Edgarzão        | 28 de febrero | 15:30 |
| América de Natal | 2 - 1 | Santa Cruz de Natal | Arena das Dunas | 28 de febrero | 16:00 |
| ABC Natal        | 1 - 1 | Força e Luz         | Frasqueirão     | 4 de marzo    | 15:30 |

| América de Natal    | 2 - 0 | ASSU        | Arena das Dunas | 7 de marzo  | 16:00 |
| Santa Cruz de Natal | 1 - 2 | Força e Luz | Frasqueirão     | 8 de marzo  | 15:00 |
| Palmeira            | 1 - 2 | ABC Natal   | Frasqueirão     | 10 de marzo | 15:00 |
| Potiguar de Mossoró | 0 - 1 | Globo       | Edgarzão        | 10 de marzo | 15:30 |

| ASSU        | 3 - 2 | Santa Cruz de Natal | Edgarzão    | 14 de marzo | 15:30 |
| Globo       | 0 - 0 | América de Natal    | Barrettão   | 14 de marzo | 16:00 |
| Força e Luz | 1 - 1 | Palmeira            | Frasqueirão | 16 de marzo | 15:00 |
| ABC Natal   | 2 - 4 | Potiguar de Mossoró | Frasqueirão | 21 de abril | 15:30 |

| ASSU                | 0 - 4 | Força e Luz | Edgarzão        | 8 de abril  | 15:30 |
| Potiguar de Mossoró | 3 - 1 | Palmeira    | Nogueirão       | 11 de abril | 15:30 |
| Santa Cruz de Natal | 1 - 2 | Globo       | Frasqueirão     | 11 de abril | 16:00 |
| América de Natal    | 1 - 0 | ABC Natal   | Arena das Dunas | 18 de abril | 16:00 |

| Palmeira            | 2 - 1 | América de Natal    | Frasqueirão | 8 de abril  | 15:00 |
| Globo               | 5 - 0 | ASSU                | Barrettão   | 16 de abril | 15:00 |
| Potiguar de Mossoró | 2 - 1 | Força e Luz         | Nogueirão   | 16 de abril | 15:30 |
| ABC Natal           | 1 - 0 | Santa Cruz de Natal | Frasqueirão | 25 de abril | 16:30 |

| América de Natal    | 4 - 0 | Potiguar de Mossoró | Arena das Dunas | 28 de abril | 15:30 |
| ASSU                | 0 - 6 | ABC Natal           | Edgarzão        | 28 de abril | 15:30 |
| Força e Luz         | 2 - 2 | Globo               | Frasqueirão     | 28 de abril | 15:30 |
| Santa Cruz de Natal | 1 - 2 | Palmeira            | Frasqueirão     | 29 de abril | 15:00 |

### Primera final
| 2 de mayo de 2021, 16:00 (UTC-3) | América de Natal | 0:2 (0:0) | Globo                      | Arena das Dunas, Natal                  |                                         |
|                                  |                  | Reporte   | Negueba 48' · Leozinho 50' | Árbitro(s): Zandick Gondim Alves Júnior | Árbitro(s): Zandick Gondim Alves Júnior |

| Bandera del estado de Río Grande del Norte |
| Campeón                                    |
| Globo 2.° título                           |

## Segunda fase (Copa Rio Grande do Norte)

### Tabla de posiciones
| Pos. | Equipo              | Pts. | PJ | G | E | P | GF | GC | Dif. | Clasificación |
| ---- | ------------------- | ---- | -- | - | - | - | -- | -- | ---- | ------------- |
| 1    | ABC Natal           | 16   | 7  | 5 | 1 | 1 | 15 | 5  | +10  | Final.        |
| 2    | Santa Cruz de Natal | 15   | 7  | 5 | 0 | 2 | 15 | 8  | +7   | Final.        |
| 3    | América de Natal    | 14   | 7  | 4 | 2 | 1 | 14 | 9  | +5   |               |
| 4    | Potiguar de Mossoró | 12   | 7  | 4 | 0 | 3 | 13 | 15 | −2   |               |
| 5    | Globo               | 10   | 7  | 3 | 1 | 3 | 16 | 11 | +5   |               |
| 6    | Força e Luz         | 5    | 7  | 1 | 2 | 4 | 8  | 16 | −8   |               |
| 7    | Palmeira            | 3    | 7  | 0 | 3 | 4 | 4  | 12 | −8   |               |
| 8    | ASSU                | 3    | 7  | 0 | 3 | 4 | 4  | 13 | −9   |               |

Actualizado a los partidos jugados el 28 de mayo de 2021.
 Fuente: 
Criterios de clasificación: 1) Puntos; 2) Partidos ganados; 3) Diferencia de gol; 4) Goles anotados; 5) Menor cantidad de tarjetas rojas; 6) Menor cantidad de tarjetas amarillas; 7) Sorteo.

### Fixture
- La hora de cada encuentro corresponde al huso horario correspondiente al Estado de Río Grande del Norte (UTC-3).

| Santa Cruz de Natal | 3 - 0 | Potiguar de Mossoró | Frasqueirão | 4 de mayo | 15:00 |
| Globo               | 1 - 2 | ABC Natal           | Barrettão   | 5 de mayo | 15:00 |
| Força e Luz         | 2 - 2 | América de Natal    | Frasqueirão | 5 de mayo | 20:45 |
| ASSU                | 1 - 1 | Palmeira            | Edgarzão    | 6 de mayo | 15:00 |

| Santa Cruz de Natal | 1 - 2 | América de Natal | Frasqueirão | 8 de mayo  | 15:00 |
| Potiguar de Mossoró | 2 - 0 | ASSU             | Nogueirão   | 9 de mayo  | 15:00 |
| Força e Luz         | 1 - 6 | ABC Natal        | Frasqueirão | 9 de mayo  | 16:00 |
| Palmeira            | 0 - 4 | Globo            | Frasqueirão | 10 de mayo | 15:00 |

| ASSU        | 0 - 4 | América de Natal    | Edgarzão    | 12 de mayo | 15:00 |
| Força e Luz | 0 - 2 | Santa Cruz de Natal | Frasqueirão | 12 de mayo | 15:00 |
| Globo       | 4 - 1 | Potiguar de Mossoró | Barrettão   | 13 de mayo | 15:00 |
| ABC Natal   | 0 - 0 | Palmeira            | Frasqueirão | 13 de mayo | 20:30 |

| Santa Cruz de Natal | 3 - 2 | ASSU        | Frasqueirão     | 15 de mayo | 15:00 |
| Palmeira            | 0 - 1 | Força e Luz | Barrettão       | 16 de mayo | 15:00 |
| Potiguar de Mossoró | 1 - 0 | ABC Natal   | Nogueirão       | 16 de mayo | 15:00 |
| América de Natal    | 3 - 2 | Globo       | Arena das Dunas | 16 de mayo | 16:00 |

| América de Natal    | 0 - 0 | Palmeira            | Arena das Dunas | 19 de mayo | 15:00 |
| ASSU                | 1 - 1 | Globo               | Edgarzão        | 19 de mayo | 15:00 |
| Força e Luz         | 3 - 4 | Potiguar de Mossoró | Barrettão       | 19 de mayo | 15:00 |
| Santa Cruz de Natal | 1 - 2 | ABC Natal           | Frasqueirão     | 19 de mayo | 15:30 |

| Palmeira    | 3 - 4 | Potiguar de Mossoró | Barrettão   | 22 de mayo | 15:00 |
| Globo       | 2 - 3 | Santa Cruz de Natal | Barrettão   | 23 de mayo | 15:00 |
| ABC Natal   | 3 - 1 | América de Natal    | Frasqueirão | 23 de mayo | 16:00 |
| Força e Luz | 0 - 0 | ASSU                | Barrettão   | 24 de mayo | 15:00 |

| Potiguar de Mossoró | 1 - 2 | América de Natal    | Nogueirão   | 27 de mayo | 15:00 |
| ABC Natal           | 2 - 0 | ASSU                | Frasqueirão | 27 de mayo | 15:00 |
| Palmeira            | 0 - 2 | Santa Cruz de Natal | Barrettão   | 27 de mayo | 15:00 |
| Globo               | 2 - 1 | Força e Luz         | Barrettão   | 28 de mayo | 15:00 |

### Segunda final
| 30 de mayo de 2021, 16:00 (UTC-3)                                                                                      | ABC Natal           | 1:1 (0:1) | Santa Cruz de Natal | Estadio Frasqueirão, Natal              |                                         |
| | Wallyson 52' (pen.) | Reporte   | Allyson 44'         | Árbitro(s): Zandick Gondim Alves Júnior | Árbitro(s): Zandick Gondim Alves Júnior |
| Al igualar en 90 minutos, ABC logra ser campeón por haber logrado un mayor puntaje que Santa Cruz en la tabla regular. |                     |           |                     |                                         |                                         |

| Bandera del estado de Río Grande del Norte |
| Campeón                                    |
| ABC Natal 9.° título                       |

## Final
| 16 de junio de 2021, 15:00 (UTC-3) | Globo              | 2:1 (0:0) | ABC Natal            | Estadio Barrettão, Ceará-Mirim       |                                      |
|                                    | Eric Varão 67' 74' | Reporte   | Marcos Antônio 90+5' | Árbitro(s): Tarcísio Flores da Silva | Árbitro(s): Tarcísio Flores da Silva |

| 23 de junio de 2021, 21:15 (UTC-3) | ABC Natal   | 1:1 (0:0) | Globo       | Estadio Frasqueirão, Natal |                            |
|                                    | Helitão 75' | Reporte   | Negueba 65' | Árbitro(s): Alciney Araújo | Árbitro(s): Alciney Araújo |

| Campeón                                    |
| Bandera del estado de Río Grande del Norte |
| ------------------------------------------ |
| Globo 1.er título                          |

## Clasificación final
| Pos. | Equipo              | Pts. | PJ | G | E | P | GF | GC | Dif. | Clasificación                                              |
| ---- | ------------------- | ---- | -- | - | - | - | -- | -- | ---- | ---------------------------------------------------------- |
| 1.°  | Globo (C)           | 31   | 17 | 9 | 4 | 4 | 34 | 19 | +15  | Copa de Brasil 2022, Copa do Nordeste 2022 y Serie D 2022. |
| 2.°  | ABC Natal           | 31   | 17 | 9 | 4 | 4 | 32 | 16 | +16  | Copa de Brasil 2022 y Pre-Copa do Nordeste 2022.           |
| 3.°  | América de Natal    | 30   | 15 | 9 | 3 | 3 | 26 | 15 | +11  | Pre-Copa do Nordeste 2022 y Serie D 2022.                  |
| 4.°  | Potiguar de Mossoró | 21   | 14 | 7 | 0 | 7 | 22 | 30 | −8   |                                                            |
| 5.°  | Santa Cruz de Natal | 19   | 15 | 6 | 1 | 8 | 24 | 21 | +3   |                                                            |
| 6.°  | Força e Luz         | 14   | 14 | 3 | 5 | 6 | 20 | 25 | −5   |                                                            |
| 7.°  | ASSU                | 9    | 14 | 2 | 3 | 9 | 11 | 33 | −22  |                                                            |
| 8.°  | Palmeira            | 1    | 14 | 3 | 4 | 7 | 13 | 23 | −10  | Segunda División 2022.                                     |

Reglas de clasificación: 1) Puntos; 2) Partidos ganados; 3) Diferencia de gol; 4) Goles anotados; 5) Menor cantidad de tarjetas rojas; 6) Menor cantidad de tarjetas amarillas; 7) Sorteo.

Nota: Uno de los cupos de clasificación para la Serie D 2022 pasó a manos de América de Natal, debido a que ABC disputa la Serie C en 2022.